# Malattia di Werdnig-Hoffmann
La malattia di Werdnig-Hoffmann, chiamata anche atrofia muscolare spinale di tipo I o SMA 1, è la forma di atrofia muscolare spinale più grave, caratterizzata dalla perdita dei motoneuroni delle corna anteriori del midollo spinale e dei nuclei del tronco encefalico; viene diagnostica in età precoce, talvolta prima della nascita.

## Storia ed epidemiologia
Di carattere raro, pochi casi si sono riscontrati in letteratura; La prevalenza è circa 1/80 000, e l'incidenza annuale circa 1/10 000. È lievemente più frequente nei maschi.

## Eziologia
Come per ogni forma di SMA, la SMA1 è causata dalla delezione omozigote del gene SMN1 (loci 5q12.2-q13.3) che codifica per la proteina SMN (Survival Motor Neuron).
La gravità della malattia è inoltre solitamente inversa al numero di copie del gene SMN2 (5q13.2); i soggetti con SMA1 hanno solo 1 o 2 copie di SMN2.
Sono inoltre state identificate anche delezioni del gene NAIP (5q13.1), che hanno influenza sulla gravità della malattia.
La trasmissione è autosomica recessiva, ma il 2% dei casi deriva da mutazioni de novo.

## Clinica
La diagnosi di SMA 1 si basa sull'anamnesi e sulla valutazione clinica; può essere confermata dall'analisi genetica.

### Segni e sintomi
L'esordio clinico avviene generalmente entro 3-4 mesi di vita, o comunque entro i 6.
Si verifica una ipostenia muscolare grave, quasi sempre simmetrica, che interessa prima i muscoli prossimali degli arti e poi si estende alle estremità distali (mani e piedi); sono comuni la suzione ipovalida e disturbi della deglutizione e dell'alimentazione; anche il pianto è debole. La fascicolazione della lingua è un segno patognomonico.
I riflessi osteotendinei profondi sono assenti e possono essere presenti lievi contratture, principalmente alle ginocchia, e scoliosi. I bambini non sono in grado di sedere senza supporto, e non raggiungono mai la deambulazione.
È comune l'insufficienza respiratoria.

### Diagnosi differenziale
La diagnosi differenziale è con il tipo 2 della SMA, con le distrofie muscolari, le miopatie congenite, con patologie mitocondriali e con le malattie del metabolismo dei carboidrati.

### Diagnosi precoce
La diagnosi prenatale si attua con l'analisi molecolare su amniocentesi o villocentesi.

## Trattamento
Al momento sono disponibili alcuni trattamenti farmacologici, oltre alle cure sintomatiche, con un approccio multidisciplinare per migliorare la qualità della vita.
Esiste una terapia genica approvata (nome commerciale Zolgesma), il cui principio attivo, onasemnogene abeparvovec, contiene una copia funzionale del gene noto come SMN1, necessario all’organismo per produrre una proteina fondamentale per il corretto funzionamento dei nervi che controllano i movimenti muscolari. Quando viene iniettato, passa nei nervi, fornendo il gene corretto necessario per produrre una quantità sufficiente della proteina e ristabilendo quindi la funzione nervosa.
Inoltre, è disponibile un altro trattamento approvato (nome commerciale Spinraza): i pazienti con SMA sono privi di una proteina detta “fattore di sopravvivenza dei motoneuroni” (SMN), che è essenziale per la sopravvivenza e il normale funzionamento dei motoneuroni (cellule nervose del midollo spinale che controllano i movimenti muscolari). La proteina SMN è prodotta da due geni, SMN1 e SMN2. I pazienti con SMA sono privi del gene SMN1 ma hanno il gene SMN2 che per lo più produce una proteina SMN corta che non funziona quanto una proteina a lunghezza completa. Il principio attivo di Spinraza (nusinersen) è un oligonucleotide antisenso (un tipo di materiale genetico) sintetico che consente al gene SMN2 di produrre la proteina a lunghezza completa, in grado di funzionare normalmente. Questo sostituisce la proteina mancante, alleviando così i sintomi della malattia.
È spesso necessario un supporto respiratorio, solitamente con metodica non invasiva; è raccomandata la fisioterapia; per l'alimentazione si può ricorrere anche alla gastrostomia.

### Prognosi
Solitamente la prognosi è infausta: molti bambini muoiono entro 2 anni di vita per insufficienza respiratoria. In alcuni casi invece i pazienti sono stabili, o addirittura i sintomi regrediscono, consentendo una vita più lunga.